# Fortunatus Nwachukwu
Mons. Fortunatus Nwachukwu (* 10. května 1960, Ntigha) je nigerijský římskokatolický duchovní, arcibiskup a sekretář sekce pro evangelizaci Dikasteria pro evangelizaci.

## Život
Narodil se 10. května 1960 v Ntigze v nigerijském státu Abia jako třetí z dvanácti dětí. Patří k etnické skupině Igbo.
Jeho matka byla anglikánka, která konvertovala ke katolicismu po svatbě s katolickým učitelem.
V letech 1977–1984 studoval v semináři v Bigard v oblasti Ikot Ekpene. Později odešel do Enugu.
Dne 17. června 1984 byl biskupem Anthonym Gogo Nwedo vysvěcen na biskupa a inkardinován do diecéze Umuahia. Dne 2. dubna 1990 se stal klerikem nové diecéze Aba. Po vysvěcení působil jako farní vikář a v dalších funkcích v nižším semináři.
Roku 1986 byl poslán do Říma, kde studoval na Papežském biblickém institutu. Poté studoval na Filosofické a teologické fakultě Sankt Georgen ve Frankfurtu nad Mohanem. Je absolventem Hebrejské univerzity v Jeruzalémě, Papežské univerzity Urbaniana (doktorát z dogmatiky) a Papežské univerzity svatého Tomáše Akvinského (doktorát z kanonického práva).
Roku 1992 dokončil studium na Papežské církevní akademii a 1. července 1994 vstoupil do diplomatických služeb Svatého stolce. Působil na apoštolských nunciaturách v Ghaně, Paraguayi, Alžírsku nebo při OSN.
Dne 8. července 1995 získal titul Kaplan Jeho Svatosti.
Dne 4. srpna 2004 mu byl udělen titul Prelát Jeho Svatosti.
Poté začal působit ve Státním sekretariátu. Dne 4. září 2007 byl jmenován hlavou protokolu Státního sekretariátu.
Dne 12. listopadu 2012 jej papež Benedikt XVI. jmenoval apoštolským nunciem v Nikaragui a titulárním arcibiskupem z Aquavivy. Biskupské svěcení přijal 6. ledna 2013 z rukou papeže Benedikta XVI. Spolusvětiteli byli kardinál Tarcisio Bertone a kardinál Zenon Grocholewski.
Dne 4. listopadu 2017 byl ustanoven nunciem v Antigue a Barbudě, na Barbadosu, na Dominice, Jamajce, Guyaně, na ostrově Svatý Kryštof a Nevis, Svatý Vincent a Grenadiny, v Trinidadu a Tobagu a delegátem na Antilách.
Dne 27. února 2018 se stal nunciem na Bahamách, Grenadě a Svaté Lucii. Dne 9. března 2018 mu byla přidána nunciatura v Surinamu a 8. září v Belize.
Od března 2021 do prosince 2021 byl Zplnomocněným zástupcem při Karibském společenství.
Dne 17. prosince 2021 byl jmenován Stálým pozorovatelem při Úřadu Spojených národů v Ženevě a Světové obchodní organizaci, a také reprezentantem při Mezinárodní organizaci pro migraci.
Dne 15. března 2023 jej papež František jmenoval sekretářem sekce pro evangelizaci Dikasteria pro evangelizaci. Stejného dne se stal vice-kancléřem Papežské univerzity Urbaniana.